# Benedikt Saller
Benedikt Saller (* 22. September 1992 in München) ist ein deutscher Fußballspieler. Er steht beim SSV Jahn Regensburg unter Vertrag.

## Karriere
Saller kam 2009 von der Jugend des TSV 1860 München in das Nachwuchsleistungszentrum des 1. FSV Mainz 05. Ab Januar 2011 stand der Abwehrspieler im Kader der zweiten Mannschaft der Mainzer. Im Mai 2013 kam er erstmals für die erste Mannschaft in der Bundesliga zum Einsatz. Im Sommer 2016 wurde seine Vertragslaufzeit in Mainz nicht verlängert; Saller hatte bis dahin 16 Bundesligaspiele (zwei Tore) für Mainz 05 absolviert und war in 127 Regionalligaspielen für die zweite Mannschaft eingesetzt worden.
Nach kurzer Vereinslosigkeit unterschrieb er am 10. August 2016 einen Zweijahresvertrag beim Drittligisten SSV Jahn Regensburg und stieg am Saisonende mit der Mannschaft in die 2. Bundesliga auf.

### Nationalmannschaft
Im Dezember 2009 lief Saller in drei Partien für die deutsche U18-Nationalmannschaft auf und erzielte dabei einen Treffer.